# Insurrezione di Kościuszko

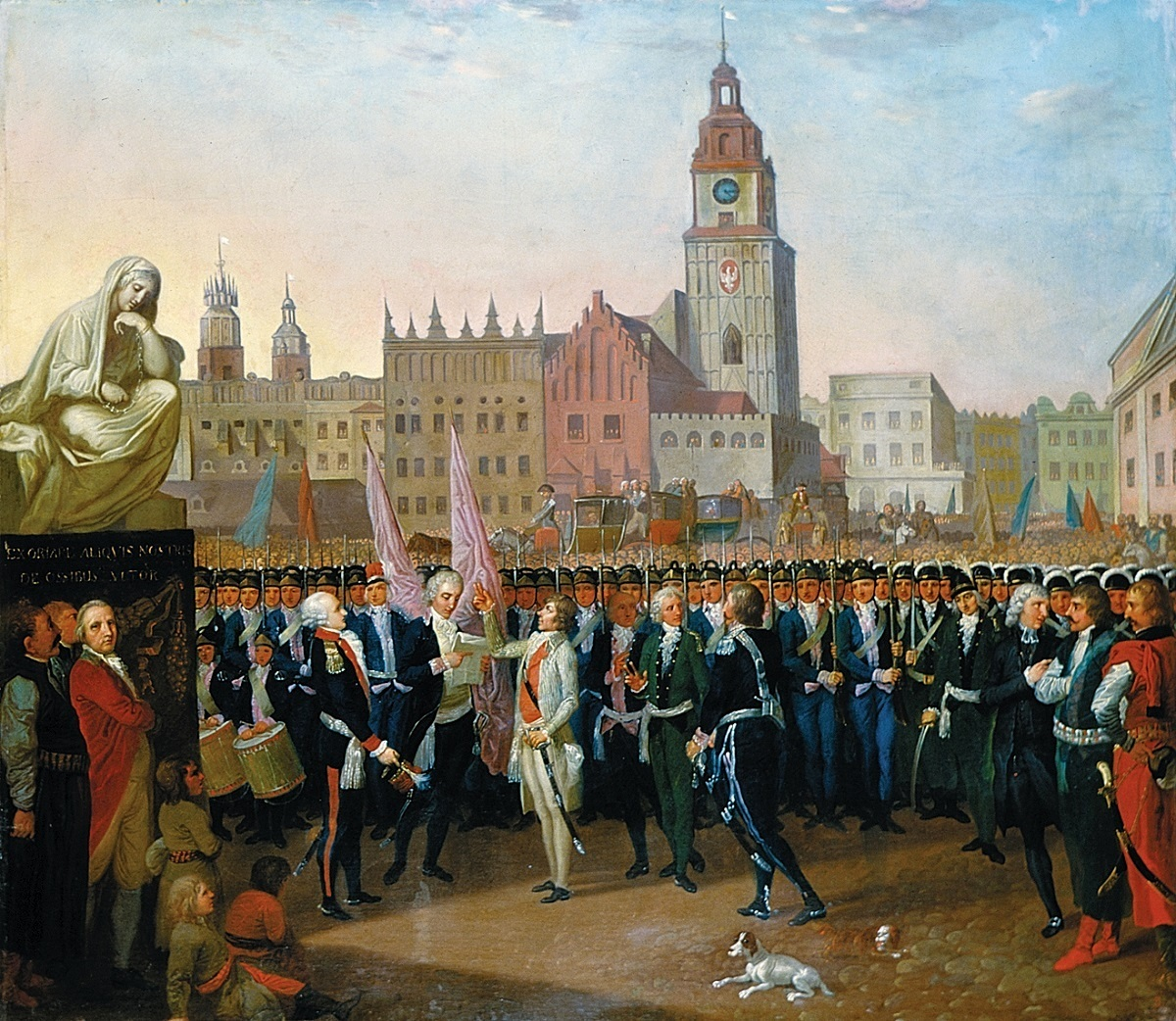
Franciszek Smuglewicz, il Giuramento di Tadeusz Kościuszko nella piazza del Mercato Centrale di Cracovia, 1797

L'insurrezione di Kościuszko (in polacco Insurekcja kościuszkowska o powstanie kościuszkowskie; in russo Восстание Костюшко?, Vosstanije Kostjuško; in tedesco Kościuszko-Aufstand), nota anche come rivolta polacca del 1794 fu una sommossa condotta contro l'Impero russo e il Regno di Prussia capeggiata da Tadeusz Kościuszko nella Repubblica delle Due Nazioni e nella Prussia polacca tra marzo e novembre del 1794. Le schermaglie culminarono con la repressione dei ribelli da parte delle armate straniere e si rivelò un tentativo fallito il cui scopo risultava quello di liberare la Confederazione polacco-lituana dall'influenza russa dopo la seconda spartizione della Polonia (1793) e la costituzione della confederazione di Targowica.

## Contesto storico

### Declino della Confederazione
All'inizio del XVIII secolo, i magnati della Polonia e della Lituania amministravano di fatto lo Stato, o meglio, riuscivano a garantire che non venissero attuate riforme che avrebbero potuto indebolire il loro status privilegiato durante il periodo della cosiddetta libertà dorata. L'abuso della regola del liberum veto, attraverso cui anche un solo membro del Sejm (il parlamento) poteva bloccare l'iter legislativo di approvazione di una proposta, paralizzò inoltre vari procedimenti giudiziari, oltre a favorire la presenza di deputati corrotti da magnati o l'ingerenza di potenze straniere: la posizione dei membri di spicco della szlachta, termine con cui si designava l'aristocrazia locale, gelosi dei propri privilegi e convinti di vivere in un'"età dell'oro" senza precedenti, lesero l'esecutivo della Confederazione per oltre un secolo.
L'idea di riformare la Repubblica delle Due Nazioni si fece strada a partire dalla metà del XVII secolo, in quanto rimaneva pur sempre una grande potenza europea solo cent'anni prima e figurava ancora tra le nazioni più vaste del continente. I magnati della Confederazione guardavano alle novità con sospetto e le potenze contigue, specie la Russia, soddisfatte del deterioramento interno, aborrivano il pensiero di un potere democratico e in ripresa ai loro confini. Con l'esercito della Confederazione ridotto a circa 16 000 combattenti, fu facile per i suoi vicini intervenire direttamente: i russi contavano 300 000 unità, i prussiani e gli austriaci 200 000 uomini ciascuno.

### Tentativi di riforma
Un'opportunità di rinnovamento si verificò durante il "Grande Sejm", chiamato anche Sejm dei quattro anni, del 1788-1792, iniziato il 6 ottobre 1788 con 181 deputati. Le nazioni contigue alla Polonia-Lituania, occupate da altri conflitti, apparivano in quel momento non concentrate né capaci di intervenire con la forza negli affari polacchi: la Russia e l'Austria erano infatti impegnate contro l'Impero ottomano (rispettivamente nella guerra russo-turca (1787–1792) e nella guerra austro-turca (1787–1791); oltretutto, Pietroburgo fu ulteriormente distratta da uno scontro scoppiato con gli svedesi (1788–1790). Una nuova alleanza tra la Polonia-Lituania e la Prussia sembrò fornire garanzie di sicurezza contro l'intervento russo, e il 3 maggio 1791 fu letta e adottata la nuova costituzione, sulla scia di una grande euforia da parte del popolo.
Una volta archiviate le guerre con la Turchia e la Svezia, l'imperatrice Caterina era furiosa per l'adozione del documento, che, a suo giudizio, minacciava l'influenza russa in Polonia. Dalla Russia, che vedeva la Polonia come un protettorato de facto, uno dei principali autori di politica estera nazionale, Aleksandr Bezborodko scriveva a seguito della stesura della carta costituzionale: "Da Varsavia sono arrivate le peggiori notizie: il re polacco è diventato quasi un sovrano". Anche la Prussia era fortemente contraria alla nuova costituzione, e i diplomatici polacchi ricevettero una nota in cui si riferiva che la nuova costituzione aveva cambiato lo Stato polacco così tanto che la Prussia non considerava più vincolanti i suoi precedenti obblighi. Proprio come la Russia, la Prussia era preoccupata che lo stato polacco appena rafforzato potesse diventare una minaccia e il ministro degli esteri prussiano, Friedrich Wilhelm von Schulenburg-Kehnert, chiaramente e con raro candore disse ai polacchi che la Prussia non sosteneva la costituzione e si rifiutava di assistere la Confederazione in qualsiasi forma, anche come mediatore, poiché non era nell'interesse dello stato della Prussia vedere la Polonia-Lituania rafforzata, in quanto avrebbe potuto nuocere alla Prussia in futuro. Lo statista prussiano Ewald von Hertzberg espresse lucidamente i timori dei conservatori europei: "I polacchi hanno dato il colpo di grazia alla monarchia prussiana votando una costituzione", realizzando che una Confederazione forte avrebbe potuto probabilmente richiedere la restituzione delle terre che la Prussia aveva acquisito nella prima spartizione.

### Seconda spartizione della Polonia

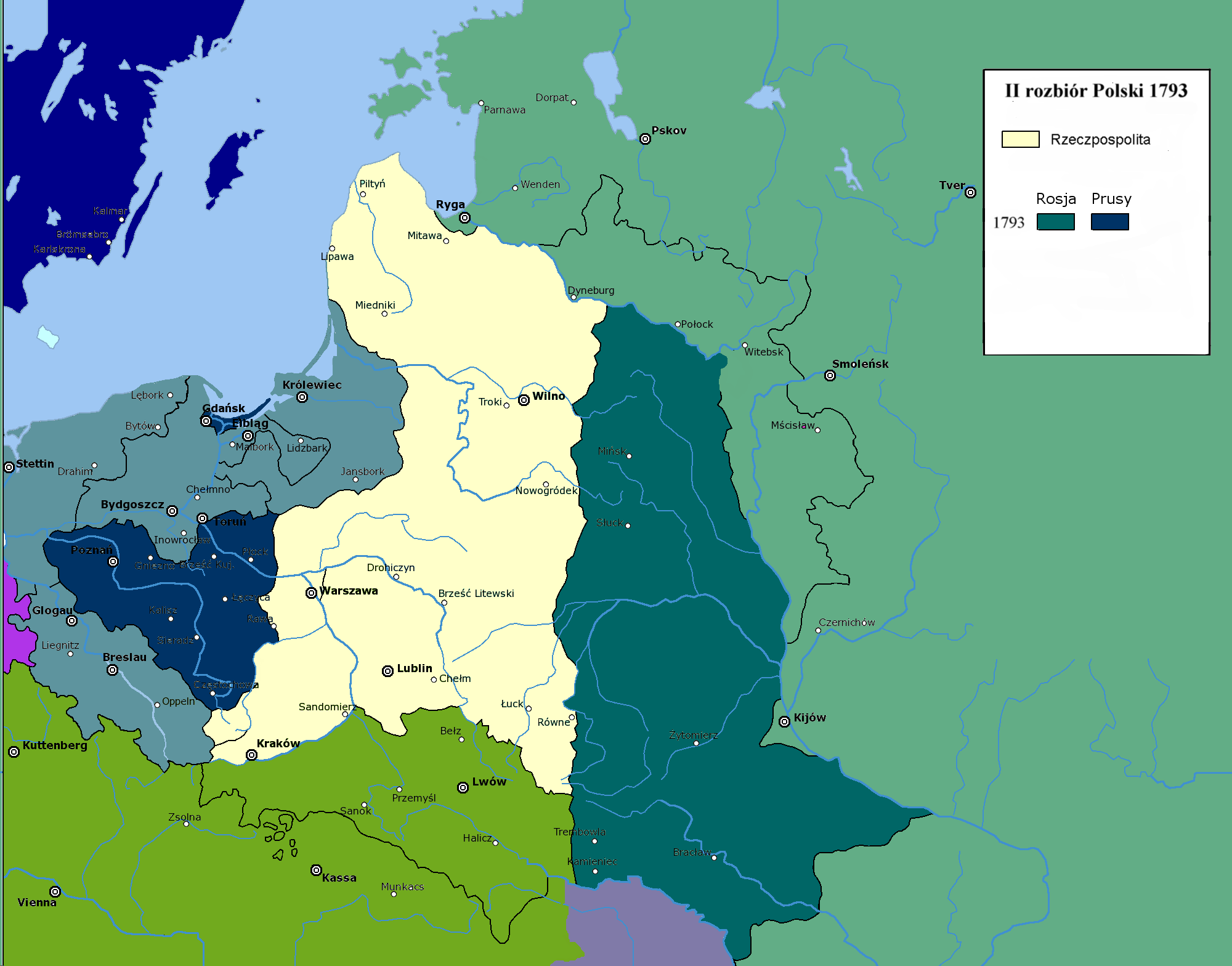
Mutamenti territoriali derivanti dalla seconda spartizione della Polonia

Non si deve credere che la Costituzione fosse stata adottata senza dissenso interno alcuno, essendo stata anzi essa stessa promulgata in un contesto di semi-irregolarità procedurale a livello legislativo (ovvero con l'assenza di un numero consistente di partecipanti alle sedute del Sejm). I magnati che si erano opposti alla bozza di costituzione fin dall'inizio, tra cui Franciszek Ksawery Branicki, Stanisław Szczęsny Potocki, Seweryn Rzewuski, e Szymon e Józef Kossakowski, chiesero alla zarina Caterina di intervenire e ripristinare i loro privilegi (le Leggi Cardinali, provvedimenti che garantivano una serie di vantaggi inequivocabili per i più abbienti, vennero abolite nel maggio del 1791). A tal fine formarono questi magnati la confederazione di Targowica: il proclama dei membri, redatto a Pietroburgo nel gennaio 1792, criticava la costituzione per aver contribuito al "contagio delle idee democratiche" a seguito degli "esempi fatali fissati a Parigi". Si affermava inoltre che "Il parlamento [...] ha infranto tutte le leggi fondamentali, ha spazzato via tutte le libertà della nobiltà e il 3 maggio 1791 si è trasformato in una rivoluzione e in una cospirazione". I confederati dichiararono l'intenzione di superare questa rivoluzione, asserendo: "Non possiamo fare altro che rivolgerci con fiducia alla zarina Caterina, un'imperatrice distinta e giusta, nostra vicina amica e alleata", che "rispetta il bisogno di benessere della nazione e offre sempre una mano".
Il 18 maggio 1792 l'ambasciatore russo in Polonia, Yakov Bulgakov, consegnò una dichiarazione di guerra al ministro degli Esteri polacco Joachim Chreptowicz. Quando i russi entrarono con la forza in Polonia e Lituania, innescando la guerra russo-polacca del 1792, il Sejm votò per aumentare l'esercito confederato a 100 000 uomini, ma a causa di tempo e fondi insufficienti il numero non fu mai raggiunto e andò presto abbandonato anche come obiettivo. La guerra si concluse senza schermaglie eclatanti, con una capitolazione firmata dal monarca polacco Stanislao II Augusto Poniatowski, che si augurava si potesse approdare a un compromesso diplomatico.
Le speranze di Poniatowski e dei riformisti che lo sostenevano andarono presto deluse: con loro grande sorpresa, il Sejm di Grodno, indirizzato o comunque condizionato dalle truppe russe, diede il via a quella che sarebbe divenuta nota come seconda spartizione della Polonia. Il 23 novembre 1793 concluse le sue deliberazioni sotto costrizione, annullando la costituzione approvata due anni prima e accettando le decisioni politiche imposte da Pietroburgo. La seconda frammentazione fu così acuta da impedire la prosecuzione dell'esistenza della Repubblica: la Polonia perse infatti 300000 km² di territorio, l'80% dei quali andò alla Russia e il resto alla Prussia, mentre nulla all'Austria, non avendovi partecipato: in più la popolazione si ridusse di circa un terzo. Ciò che restava della Repubblica delle Due Nazioni era semplicemente un piccolo stato cuscinetto con un fantoccio al comando e delle guarnigioni russe che tenevano d'occhio il ridotto esercito polacco. Un tale risultato si rivelò un duro colpo per i membri della confederazione di Targowica, che vedevano le loro azioni come una difesa dei privilegi secolari dei magnati, ma che da allora furono bollati dalla maggioranza dei polacchi popolazione come traditori.

### Un'insoddisfazione crescente
L'esercito polacco era ampiamente insoddisfatto della capitolazione, poiché il grosso dei comandanti la considerava prematura; l'influente Tadeusz Kościuszko, veterano della guerra d'indipendenza americana, il principe Józef Poniatowski e molti altri avrebbero criticato la decisione del re e alcuni, tra cui il primo della lista appena esposta, si dimisero dalle loro cariche poco dopo. Dopo la resa della Confederazione in quella guerra e l'abrogazione della carta costituzionale, l'esercito fu ridotto a circa 36 000 unità, ma nel 1794 i russi chiesero un ulteriore ridimensionamento a 17 800 uomini. Il dissenso tra le file dei soldati polacchi si rivelò una delle scintille che avrebbero portato all'imminente conflitto.
La capitolazione del re fu un duro colpo per Kościuszko, che non aveva perso una sola battaglia nella campagna. A metà settembre si era rassegnato a lasciare il paese e partì da Varsavia all'inizio di ottobre. Kościuszko si stabilì a Lipsia, dove molti altri importanti comandanti e politici polacchi formarono una comunità di emigrati: Presto lui e alcuni altri iniziarono a preparare una rivolta contro il dominio russo in Polonia. I politici, raggruppati intorno a Ignacy Potocki e Hugo Kołłątaj, cercò contatti con gruppi di opposizione simili formati in Polonia e nella primavera del 1793 si unirono altri politici e rivoluzionari, tra cui l'ufficiale Ignacy Działyński. Mentre Kołłątaj e altri avevano iniziato a pianificare l'insurrezione prima di incontrare Kościuszko, il suo sostegno si dimostrò per loro un grande vantaggio, poiché era, a quel tempo, tra le figure più popolari in tutta la Polonia.
Nell'agosto 1793 Kościuszko tornò a Lipsia, dove ricevette richieste per iniziare a pianificare la ribellione; tuttavia, lasciava trapelare la preoccupazione che quest'evento avrebbe scatenato la reazione delle tre potenze ripartitrici. A settembre attraversò clandestinamente la demarcazione confederata per condurre osservazioni personali e incontrare alcuni ufficiali simpatizzanti di alto rango di quel che restava dell'esercito polacco, tra cui il generale Józef Wodzicki. I preparativi in Polonia procedevano a rilento, spingendolo pertanto a posticipare le operazioni e a pensare di viaggiare in Italia, programmando di tornare a febbraio. Tuttavia, la situazione in Polonia stava cambiando rapidamente: i governi russo e prussiano costrinsero la Polonia-Lituania a sciogliere nuovamente la maggior parte delle sue forze armate e le unità ridotte dovevano essere arruolate tra le file russe. Inoltre, a marzo gli agenti zaristi scoprirono il gruppo di rivoluzionari a Varsavia e iniziò ad arrestare importanti politici e comandanti militari polacchi. Kościuszko dovette dunque accelerare i progetti prima del previsto e il 15 marzo 1794 partì per Cracovia.
Il 12 marzo 1794, il generale Antoni Madaliński, comandante della 1ª brigata di cavalleria nazionale della Grande Polonia (1 500 uomini) decise di disobbedire all'ordine di smobilitazione, facendo avanzare le sue truppe da Ostrołęka a Cracovia. Una simile decisione innescò lo scoppio di focolai di rivolte contro le forze russe in tutto il paese. Alla guarnigione russa di Cracovia fu ordinato di lasciare la città e affrontare Madalinski, cosa che lasciò l'antica capitale del Regno completamente indifesa, ma sventò anche il piano di Kosciuszko di impossessarsi delle loro armi.

## Insurrezione

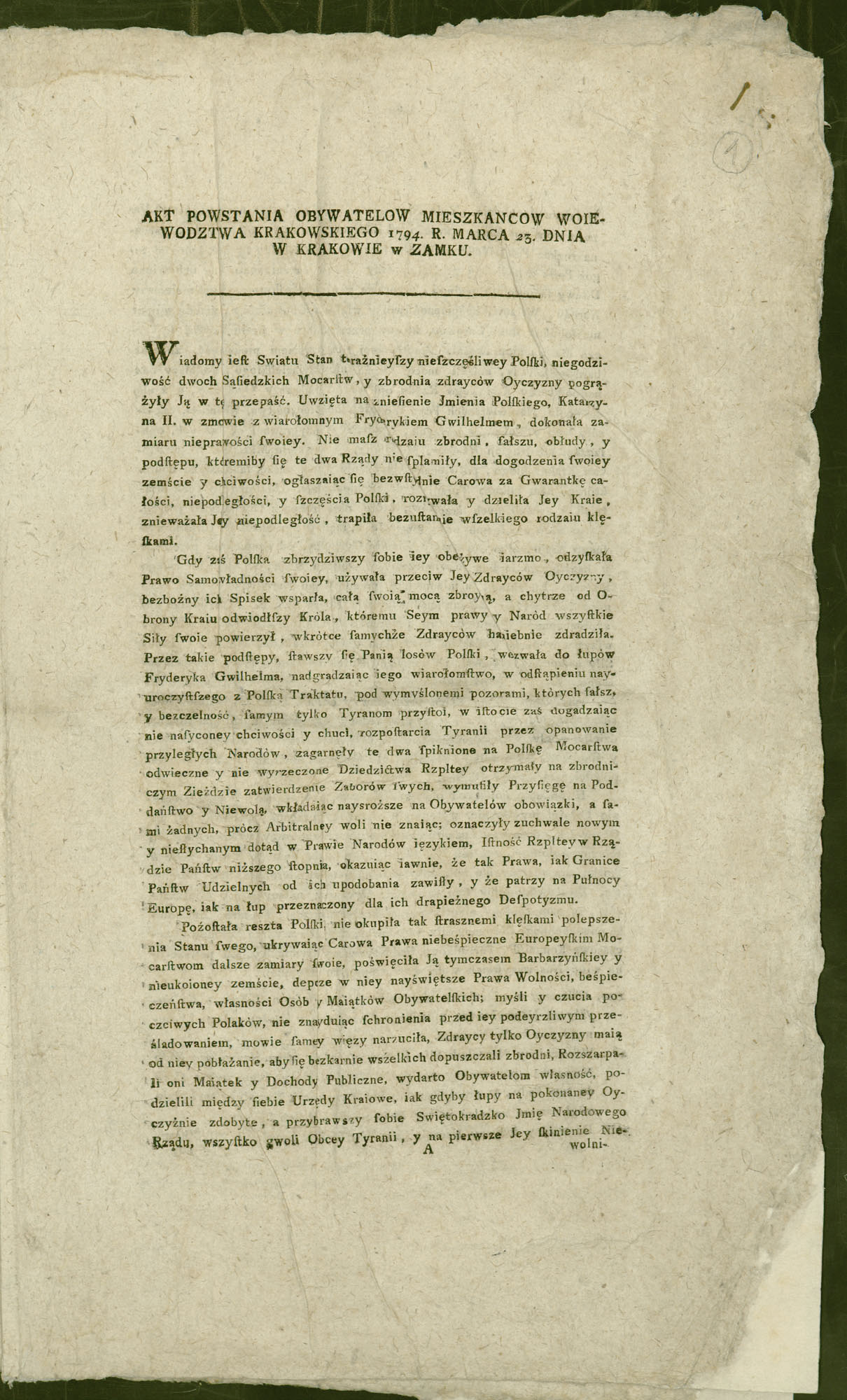
Il manifesto della rivolta di Kościuszko, 24 marzo 1794

Il 24 marzo 1794 Tadeusz Kościuszko proclamò l'insurrezione generale nella piazza principale di Cracovia: dopo aver radunato una discreta folla, Kościuszko si dichiarò Naczelnik (comandante in capo) delle forze polacco-lituane che combattevano l'occupazione russa. Assunti i poteri dittatoriali, nominò subito un governo provvisorio.
Per rafforzare le forze polacche, Kościuszko emise un atto di mobilitazione, richiedendo che ogni cinque case della Piccola Polonia fosse delegato almeno un soldato abile equipaggiato con «carabina, picca, o ascia». La mobilitazione, indirizzata ad individui che avessero tra i 18 e i 40 anni, attirò presto 10 000 coscritti. Le difficoltà nel fornire gli armamenti necessari per le truppe obbligò Kościuszko a formare unità composte di persone armate di falci, divenute più famose grazie alle tele che le immortalarono.
Per stroncare l'opposizione ancora debole, lo zar ordinò ai corpi del maggior generale Fëdor Denisov di colpire Cracovia: il 4 aprile entrambi gli eserciti si incontrarono presso il villaggio di Racławice e diedero luogo alla battaglia omonima, in cui le forze di Kościuszko sconfissero gli oppositori, superiori per numero e tecnica; dopo una sanguinosa lotta, i russi abbandonarono il campo di battaglia. Gli uomini di Kościuszko erano troppo provati per poter iniziare un altro incontro col nemico e per scacciare le truppe russe al di fuori della Piccola Polonia. Nonostante l'importanza strategica della vittoria fosse quasi nulla, la notizia delle gesta eroiche si diffuse rapidamente e subito si unirono alle file dei rivoluzionari uomini giunti da tutta la Polonia e anche da fuori. All'inizio di aprile le forze polacche concentrate nelle terre di Lublino e della Volinia, pronte per essere inviate nello Zarato, si unirono alle forze di Kościuszko. Nel frattempo, in Lituania, Jakub Jasiński risultò il principale fautore delle proteste e le alimentò essenzialmente a Vilnius. Il 16 aprile 1794, un distaccamento armato di stanza a Šiauliai insorse e, il 23, i ribelli presero il controllo dell'odierna capitale lituana e arrestarono le truppe russe.

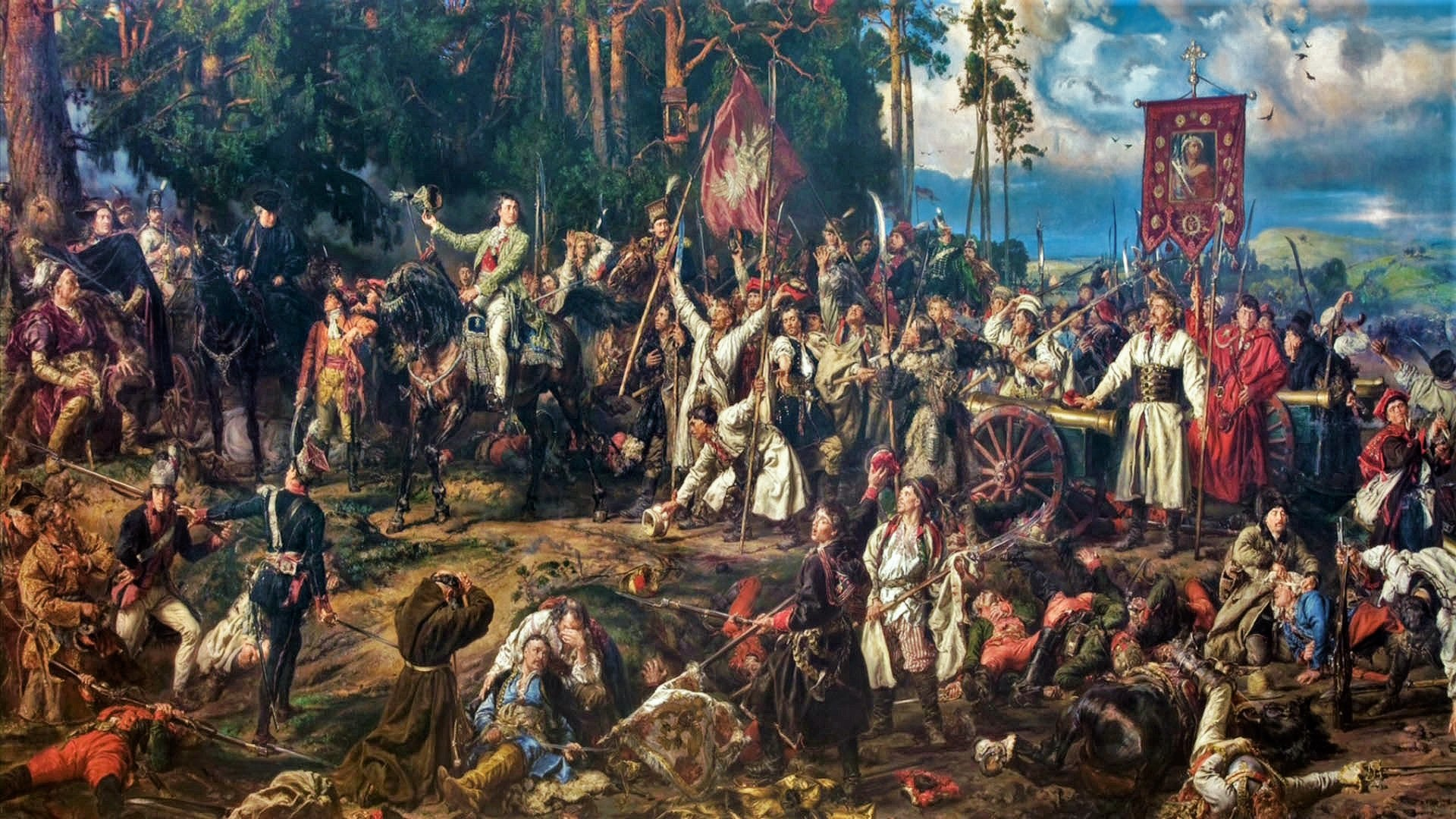
Battaglia di Racławice, Jan Matejko, olio su canapa, 1888, Museo Nazionale di Cracovia. 4 aprile 1794

Il 17 aprile a Varsavia il tentativo russo di arrestare i sospetti rivoltosi e di disarmare le deboli guarnigioni polacche di Varsavia del generale Stanisław Mokronowski impadronendosi dell'arsenale in via Miodowa innescò la sommossa contro i russi, capeggiata dal comandante militare Jan Kiliński e avvenuta nell'indecisione del re Stanislao II Augusto. Gli insorti furono facilitati dall'incompetenza dell'ambasciatore e comandante russo Iosif Igelström e dal fatto che il giorno scelto era il martedì grasso della settimana santa, durante il quale molti soldati imperiali erano in chiesa per la messa, senza armi; un terzo motivo che può essere considerato riguarda la popolazione civile, che assistette i militari polacchi e agevolò il fattore sorpresa nell'attacco dei diversi gruppi stranieri. Dopo due giorni di pesanti combattimenti, i russi dovettero sopportare il peso di almeno 2 000 morti e salutare la città.
Il 7 maggio Kościuszko emise un'ordinanza che divenne nota come "manifesto di Połaniec", con il quale abolì parzialmente la servitù della gleba in Polonia, concesse i diritti civili a tutti i contadini e si dichiarò pronto a fornire loro l'aiuto statale necessario contro gli abusi dei nobili. Nonostante la legge non sia divenuta mai pienamente operativa e sia stata boicottata da gran parte della nobiltà, essa attrasse tuttavia molti contadini alla rivoluzione: fu la prima volta nella storia polacca che i contadini furono considerati ufficialmente parte della nazione, parola che prima di allora era legata solo alla szlachta.
Nonostante le promesse di riforme e reclutamento di nuove forze, la situazione strategica delle forze polacche appariva ancora critica: il 10 maggio i soldati prussiani attraversarono i confini polacchi e si unirono agli eserciti russi che operavano nella Polonia settentrionale. Il 6 giugno Kościuszko fu sconfitto nella battaglia di Szczekociny dall'unione delle forze russo-prussiane e l'8 giugno il generale Józef Zajączek rimediò una battuta d'arresto nella battaglia di Chełm. I soldati polacchi si ritirarono verso Varsavia e cominciarono a fortificarla. Il 15 giugno l'esercito russo conquistò Cracovia senza sollevare opposizioni, ma i soldati russi persero una serie di confronti a Varsavia e i difensori riuscirono a terminare gli sforzi per la fortificazione. L'assedio di Varsavia, avvenuto il 22 luglio, non ottenne il risultato sperato. Nel frattempo, il 20 agosto ebbe inizio una sollevazione nella Grande Polonia e i prussiani furono obbligati al ritiro da Varsavia. L'assedio ebbe fine il 5 settembre; le forze russe dirette da Ivan Fersen si ritirarono verso il fiume Pilica.
Benché l'opposizione in Lituania fosse stata presto stroncata dalle truppe russe (Wilno fu assediata e capitolò il 12 agosto), la sommossa in Grande Polonia ottenne alcuni successi: un gruppo di soldati polacchi sotto il comando del generale Jan Henryk Dąbrowski conquistò Bydgoszcz (2 ottobre) ed entrò in Pomerania senza opposizioni; grazie alla mobilità delle forze, il generale Dąbrowski sfuggì all'accerchiamento effettuato dall'esercito prussiano e ruppe le linee nemiche, obbligando i prussiani a ritirare gran parte delle loro forze dalla Polonia centrale.

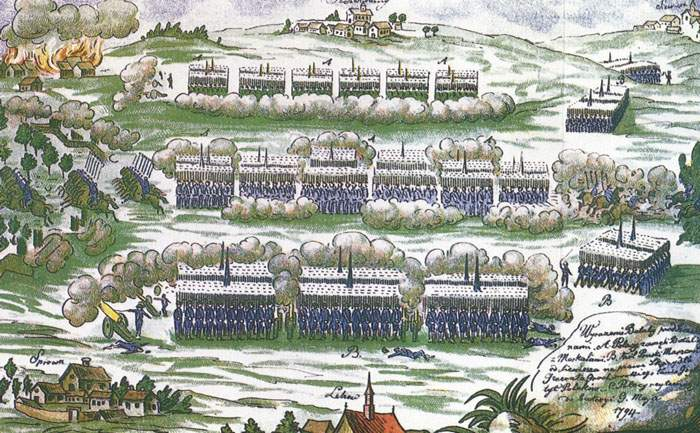
Battaglia di Szczekociny, 1794

Nel frattempo i russi allestirono un nuovo contingente diretto dal generale Aleksandr Suvorov, cui fu ordinato di unirsi al contingente di Ivan Fersen presso Varsavia. Dopo le battaglie di Krupczyce (17 settembre) e Terespol (19 settembre), il nuovo esercito iniziò la sua marcia verso la capitale polacca. Per impedire agli eserciti russi di unirsi, Kościuszko mobilitò le proprie forze a Varsavia e il 10 ottobre diede inizio alla battaglia di Maciejowice, ma nonostante i suoi piani, le unità russe combatterono insieme e vinsero la battaglia, Kościuszko stesso fu ferito durante i combattimenti e fatto prigioniero dai russi, che lo inviarono a Pietroburgo.
Il nuovo comandante dell'insurrezione, Tomasz Wawrzecki, non risultò in grado di controllare le lotte interne per il potere e divenne infine il comandante di una forza militare molto indebolita, mentre il potere politico fu gestito dal generale Józef Zajączek, che dovette combattere contro i liberali di sinistra, di destra e la nobiltà monarchica.
Il 4 settembre le forze unite della Russia iniziarono l'assalto di Praga, quartiere di Varsavia. Dopo quattro ore di battaglia, i 24 000 uomini russi ruppero le difese polacche e iniziarono a incendiare la zona; l'intero distretto ne uscì completamente distrutto e circa 20 000 abitanti furono assassinati: l'evento divenne noto come "massacro di Praga". Wawrzecki decise di ritirare le truppe rimanenti e il 5 novembre Varsavia infine cadde.
Il 16 novembre, presso Radoszyce, Wawrzecki si arrese: questo evento segnò la fine della rivolta. La sovranità della Polonia-Lituania poteva dirsi scomparsa e, l'anno successivo, si verificò la terza spartizione della Polonia, in seguito alla quale l'Austria, la Russia e la Prussia annessero ai propri domini la fetta restante della nazione, facendola scomparire dalle mappe europee.

## Conseguenze

### In Polonia

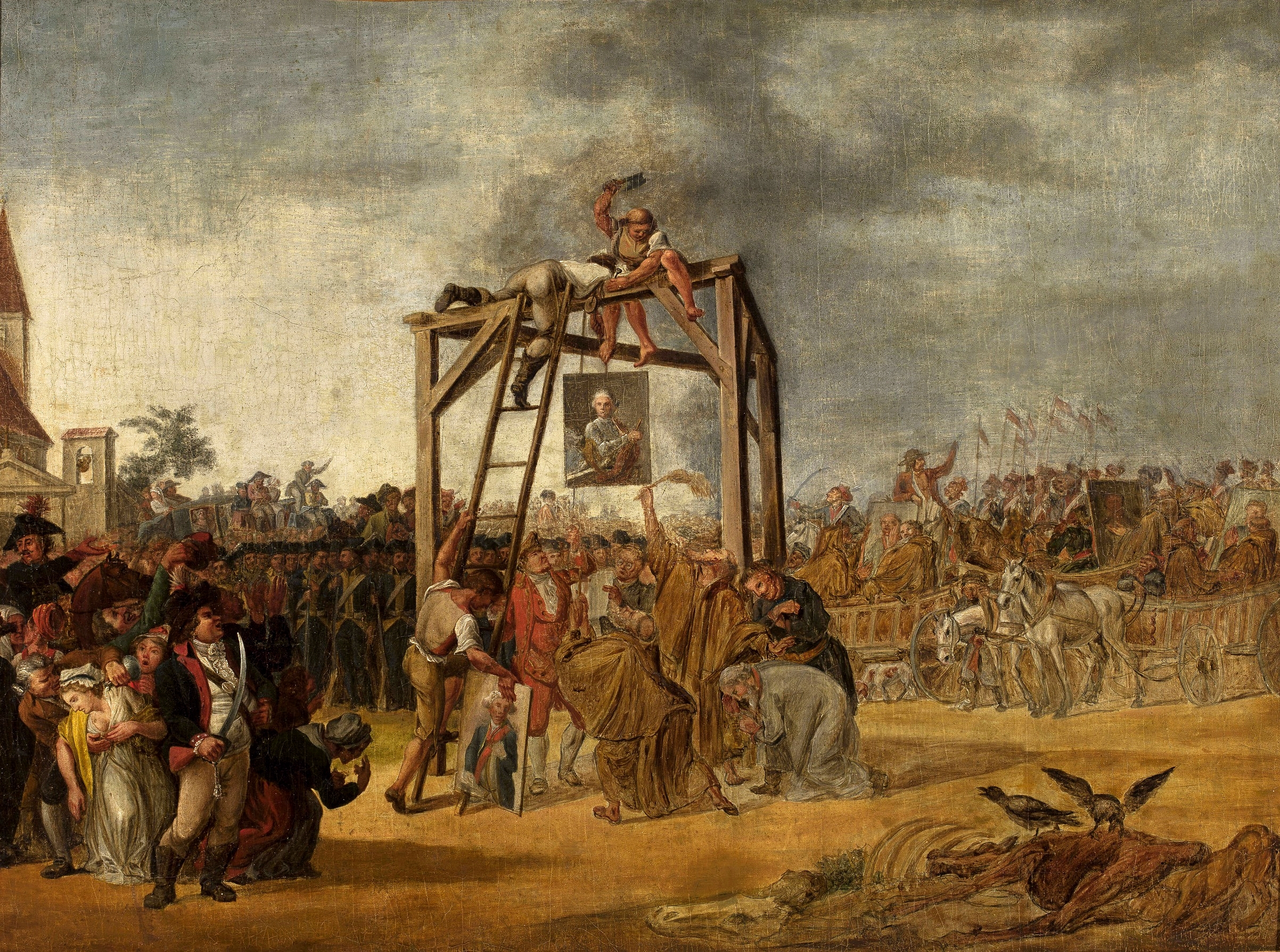
Impiccagione dei traditori affiliati alla confederazione di Targowica, dipinto da Jean Pierre Norblin de la Gourdaine

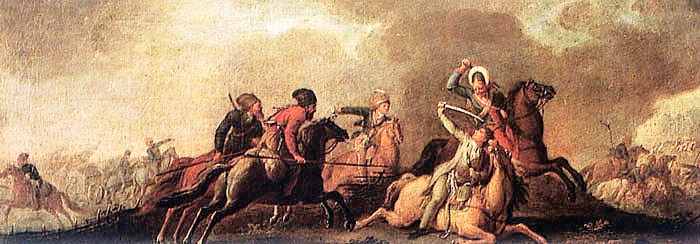
Kościuszko durante battaglia di Maciejowice nel 1794; autore Jan Bogumił Plersch (Kościuszko venne ferito e fatto prigioniero)

L'esito dell'insurrezione di Kościuszko si trasformò in una severa sentenza per la Polonia: la nazione cessò di esistere nei successivi 123 anni e tutte le sue istituzioni andarono smantellate dalle potenze occupanti. Tuttavia, la sommossa segnò anche la nascita del moderno pensiero politico in Polonia e in Europa centrale: il manifesto di Połaniec di Kościuszko e i giacobini di sinistra diedero il via ai movimenti di sinistra polacchi e molti politici polacchi che erano stati attivi durante la rivolta divennero gli artefici della politica polacca, sia in patria che all'estero, del XIX secolo.
Nelle terre della Polonia spartita il fallimento dell'insurrezione causò una catastrofe economica, poiché i mercati economici vecchi di secoli furono divisi gli uni dagli altri, spingendo verso il collasso del commercio; diverse banche chiusero, come anche alcuni dei pochi centri manifatturieri della confederazione. Le riforme effettuate da Kościuszko, orientate all'abolizione della servitù della gleba, si risolsero in un nulla di fatto. Tutte le potenze spartitrici tassarono pesantemente le terre neo-acquisite, rimpinguando le proprie finanze a scapito della popolazione locale.
Anche il sistema scolastico patì, dato che nelle aree conquistate venne data poca priorità alle scuole. La Commissione di istruzione nazionale (Komisja Edukacji Narodowej), il primo ministero dell'istruzione al mondo, fu abolita, poiché i governi assolutisti non traevano vantaggi dall'investimento nell'istruzione nei territori abitati dalle minoranze polacche sempre in subbuglio. La strada per la creazione di istituti di istruzione durante il periodo delle spartizioni divenne molto difficoltosa: quando ad esempio si tentò di far aprire i battenti a una nuova università a Varsavia, le autorità prussiane si opposero. Inoltre, in vari insediamenti importanti della Confederazione si verificarono processi di germanizzazione e di russificazione; solo nei territori acquisiti dall'Austria ebbero luogo piccoli interventi nel programma degli studi.
Le condizioni di vita divennero particolarmente dure nei territori dominati dalla Russia: migliaia di famiglie polacche simpatizzanti dell'insurrezione di Kościuszo furono private dei propri possedimenti e abitazioni, andati assegnati a generali russi e alla corte di San Pietroburgo e, secondo le stime storiografiche, circa 650 000 contadini furono ceduti agli ufficiali russi. Alcuni nobili, soprattutto nelle regioni della Lituania e della Rutenia, furono espulsi nella Russia meridionale, dove sperimentarono da vicino le politiche di russificazione; a vari esponenti della szlachta venne negato il titolo nobiliare, circostanza che comportò la perdita dei privilegi legali e dello status sociale, oltre che la preclusione alla maggioranza delle cariche amministrative o militare, che solitamente permettevano di intraprendere percorsi finalizzati ad aspirare ad incarichi di prestigio. La privazione del titolo implicò anche che essi non potevano più possedere terre. I servi della gleba, invero già abbastanza vessati in passato, peggiorarono ulteriormente, in quanto le condizioni vennero assimilate a quelle della Russia. I contadini venivano flagellati pure nel caso in cui avessero solamente nominato Kościuszko e sui suoi ideali rivoluzionari. Platon Zubov, a cui furono assegnate tenute in Lituania, si comportò in modo particolarmente feroce, dal momento che torturò personalmente fino alla morte molti contadini che protestavano per il peggioramento delle condizioni. Col tempo, invalse la pratica delle autorità russe di arruolare gli agricoltori nell'esercito, incaricandoli di ricoprire compiti a cui spesso venivano legati vita natural durante.

### Nel resto del mondo

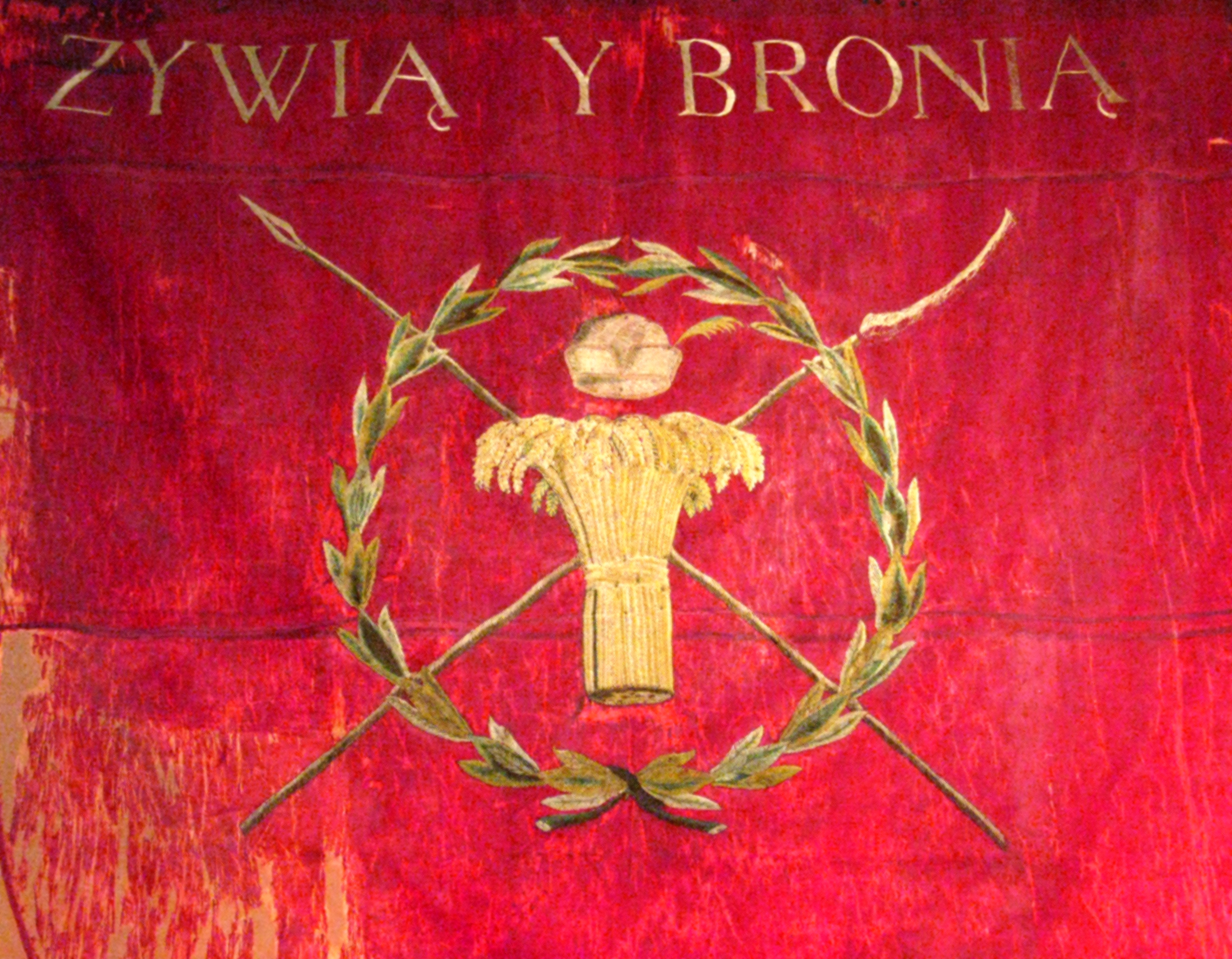
Bandiera dei soldati polacchi a Cracovia

Al momento dello scoppio della rivolta polacca, era in corso da circa due anni la guerra fra la Francia rivoluzionaria e tutti gli Stati che la circondavano, complessivamente definiti l'"Europa dei tiranni". Nel corso del 1793, con una grande controffensiva i coalizzati avevano rioccupato i Paesi Bassi austriaci e la Cisrenania e, potendo contare su un formidabile apparato militare, trascorsero la consueta pausa invernale delle operazioni militari, certi dei propri mezzi per la nuova offensiva di primavera.
Proprio al momento della ripresa delle operazioni, tutti i piani vennero sconvolti dalla inattesa insurrezione polacca: ciò non tanto per l'entità della minaccia militare polacca, quanto semmai per la debolezza della ribellione: Berlino non desiderava concedere a San Pietroburgo l'occasione di agire sola su un teatro invero più facile del Belgio, mentre a Vienna il cancelliere Thugut non poteva correre il rischio di restare escluso, come era già accaduto, solo all'inizio del 1793, con la seconda spartizione.
Nel complesso, l'intervento delle due potenze nella repressione dell'insurrezione di Kościuszko non risultò decisiva, essendoci invece al compenso assai danni: mentre il grosso dell'esercito prussiano e parte di quello imperiale erano impegnati in Polonia, nei Paesi Bassi austriaci i francesi poterono passare all'offensiva, costringendo gli imperiali a sgomberarli e lasciando ai francesi libera la strada della Renania e delle Province Unite, che vennero entrambe conquistate.
Ancor più gravi furono le conseguenze nel medio termine:
- Berlino non solo dovette ammettere la preponderanza russa, rinunciando a Varsavia, ma si vide altresì costretta a concludere con la Francia, il 1º aprile 1795, la pace di Basilea: ciò che segnò una profonda frattura con gli ex alleati, tanto che di lì a due anni Federico Guglielmo III, nel frattempo succeduto al padre, si sarebbe rifiutato di partecipare alla seconda coalizione anti-francese, del 1798.[58]
- Vienna, che pure aveva ottenuto la Polonia meridionale fin quasi a Varsavia, con Cracovia e Lublino, si trovò sola, insieme al Regno di Sardegna e alla lontana Inghilterra a fronteggiare la prossima offensiva francese.
- Londra, con la caduta di Amsterdam il 19 gennaio 1795, perse il proprio principale alleato e satellite sul continente europeo. e dovette dedicare grandi risorse all'occupazione delle numerose colonie olandesi in America ed Asia, per evitare che cadessero sotto controllo della Francia rivoluzionaria.[60]